# Eddie Foy
Pour les articles homonymes, voir Foy et Eddie Foy Jr..
Edwin Fitzgerald, plus connu sous le nom d’Eddie Foy, est un acteur et danseur américain, né le 9 mars 1856 à New York et mort le 16 février 1928 à Kansas City dans le Missouri.

## Biographie

### Jeunesse
Edwin Fitzgerald naît à Greenwich Village, un quartier situé dans l'arrondissement new-yorkais de Manhattan. Il est le fils d'immigrants irlandais arrivés aux États-Unis en 1855. Après la mort de son père, survenue en 1862, la famille s'installe à Chicago. Dès l'âge de six ans, il effectue de petits boulots. Il vend notamment des journaux dans les rues de la ville.

### Carrière
Durant sa jeunesse, il décide de faire carrière dans le show business. À l'âge de seize ans, il forme un duo avec Jack Finnegan, l'un de ses amis. Ils se produisent dans les tavernes de Chicago sous le nom d'Edwards and Foy,. Eddie Foy travaille ensuite avec Ben Collins. Le duo est engagé dans un cirque, qui traverse le Midwest. De retour à Chicago, en 1876, ils tiennent de petits rôles dans les productions du McVickers Theatre,.
Foy forme un nouveau duo avec le chanteur et danseur Jim Thompson. Entre 1878 et 1881, Foy et Thompson se produisent dans des villes située à l'ouest du Mississippi. En 1879, Foy épouse la danseuse Rose Howland, qui se joint à leurs tournées. Son partenaire Jim Thompson épouse l'actrice Millie Thomas. Ils se rendent tous les quatre à San Francisco, où ils rejoignent une troupe de théâtre, puis le minstrel show de Billy Emerson. En 1882, Foy et Thompson rejoignent Philadelphie. Foy joue dans la troupe des Carncross Minstrels.
À la fin des années 1880, Eddie Foy se produit avec plusieurs troupes de théâtre. En 1888, il rejoint la compagnie de David Henderson, qui monte des spectacles à Chicago avant d'effectuer une tournée annuelle,. En 1894, Foy fonde sa propre troupe, qu'il abandonne après l'échec de plusieurs spectacles.

## Vie personnelle
Eddie Foy épouse la danseuse Rose Howland en 1879. Elle meurt en couches, ainsi que leur enfant. Il vit avec Lola Sefton jusqu'à sa mort, en 1894. Le couple a une fille. Foy se remarie en 1896 avec Madeline Morando, une danseuse de sa troupe. Il épouse Marie Reilly en 1923.
Il est le père de sept enfants (« The Seven Little Foys »), dont le réalisateur Bryan Foy (1896-1977) et l'acteur Eddie Foy Jr. (1905-1983).

## Dans la culture populaire
Dans le film Règlements de comptes à O.K. Corral, on peut voir une affiche pour un spectacle d'Eddy Foy qui se tient dans l'une des villes où se situe l'action.

## Ouvrage
- (en) Clowning Through Life (en collaboration avec Alvin F Harlow), E.P. Dutton & Company, 1928, 331 p. (OCLC 352371)